# Un bambino che non molla mai
Un bambino che non molla mai (突貫小僧?, Tokkan kozô), anche noto col titolo Un ragazzino che non molla, è un film del 1929 diretto da Yasujirō Ozu.
Il film, prodotto dalla Shochiku, è liberamente ispirato al celebre racconto umoristico di O. Henry, Il riscatto di Capo Rosso.

## Trama
Un malvivente adesca un bambino che sta giocando a nascondino comprandogli molti giocattoli, e riesce così a rapirlo e a portarlo dal suo complice, il quale però in breve tempo ne ha abbastanza del comportamento da discolo del piccolo, e ordina al suo compare di riportare il monello là dove l'aveva prelevato.
Gli amici del bambino sono estasiati dalla quantità di giocattoli che egli ha con sè, e finiscono coll'inseguire il rapitore nella speranza che ne compri anche a loro.